# Амазонский трогон
Амазонский трогон (лат. Trogon ramonianus) — вид птиц семейства трогоновых. Встречается в Боливии, Бразилии, Колумбии, Эквадоре, Перу и Венесуэле.

## Классификация
До начала 2000-х годов амазонский трогон и желтобрюхий трогон (T. caligatus), считались подвидом фиолетового трогона (T. violaceous). Международный орнитологический комитет (МОК), таксономия Клементса и Южноамериканский классификационный комитет Американского орнитологического общества (AOS-SACC) «разделили» их, сделав отдельными видами. Однако в Справочнике птиц мира (HBW) BirdLife International они сохранены как подвиды. Схемы классификации, рассматривающие амазонского трогона как вид, выделяют два подвида: номинальный T. r. ramonianus и T. r. krissalis. Эти два подвида настолько похожи, что некоторые авторы утверждают, что амазонский трогон монотипичен.

## Описание
Длина амазонского трогона — от 23 до 25 см.

### Описание самца
Голова, шея и верхняя часть груди самца окрашены в глубокий сине-черный цвет. С металлическим отливом. Лицо и горло черные, с небольшим контрастом между ними и остальной частью головы. Узкая белая полоса отделяет верхнюю часть груди от ярко-желтой нижней части груди и живота. Верхняя часть от зелёного с металлически отливом до сине-зеленого. Верхняя сторона хвоста темно-синяя с черными кончиками перьев; на нижней стороне есть тонкие черные и белые полосы и широкие белые кончики перьев. Крылья в основном черные с некоторыми беловатыми включениями.

### Описание самки
Голова и лицо самки, верхняя часть груди и верхняя часть туловища темно-серые; живот более тускло-желтый, чем у самца, а нижняя сторона хвоста имеет другой черно-белый рисунок.

### Оперение
Оперение двух подвидов очень мало различается.

## Распространение и среда обитания

### Распространение
Амазонский трогон встречается в предгорьях Анд в Колумбии, Эквадоре, Перу и Боливии немного на севере западной Венесуэлы и на восток через западную и южную часть бассейна Амазонки в Бразилии. Точное разграничение ареалов двух подвидов неясно, но T. r. crissalis обычно встречается к югу от реки Амазонки и к востоку от реки Тапажос

### Среда обитания
Амазонский трогон обитает в различных ландшафтах, включая переходные леса, пальмовые и бамбуковые леса, а также постоянно затопляемые леса игапо. Встречается в основном ниже 500 м, но достигает 1000 м в Эквадоре

## Питание
Рацион и пищевое поведение амазонского трогона подробно не изучались. Предполагается, что он ведет себя как другие трогоны, питаясь путём вылазок с насеста и паря в воздухе, чтобы собирать насекомых и фрукты с растительности. Они также едят мелких позвоночных, таких как лягушки

## Размножение
О фенологии размножения амазонского трогона почти ничего не известно. Единственное описанное гнездо было раскопано в гнезде древесных термитов и содержало два яйца

## Охранный статус
МСОП не оценивал амазонского трогона отдельно от фиолетового трогона sensu lato. Он имеет большой ареал и считается довольно распространенным в некоторых областях